# 9th Conference of the International Woman Suffrage Alliance

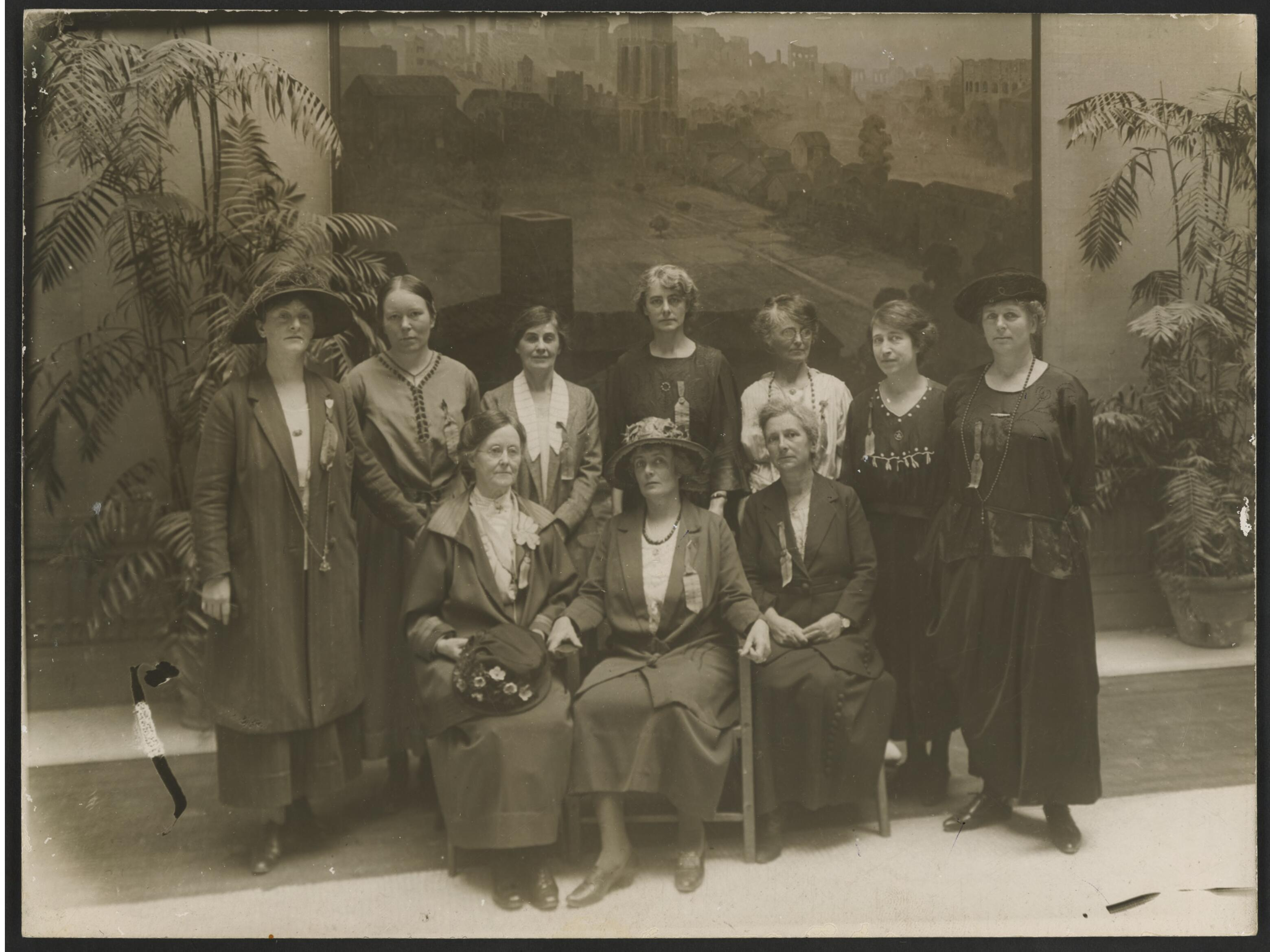
Australian delegation to the International Woman Suffrage Alliance Congress in Rome, 1923 - Original

Ninth Conference of the International Woman Suffrage Alliance var en internationell konferens som ägde rum i Rom i Italien 12 maj 1923. Det var den nionde internationella konferensen om kvinnors rättigheter som organiserades av International Alliance of Women. 
Det kallades den största rösträttskonferensen någonsin. Konferensen hade över tusen deltagare från olika länder, ett större antal än vid tidigare konferenser, och det hade också en mer global karaktär, med representanter från icke västerländska länder. Bland de internationella delegaterna fanns Hoda Shaarawi från Egypten, och denna konferens är känd som den som inspirerade Shaarawi att starta den egyptiska kvinnorörelsen: det var när hon kom hem från denna konferens, som hon utförde den berömda akten att ta av sig slöjan offentligt.
Det var nu International Woman Suffrage Alliance (IWSA) bytte namn till International Alliance of Women (IAW). 